# Marc Modena
Pour les articles homonymes, voir Modena (homonymie).

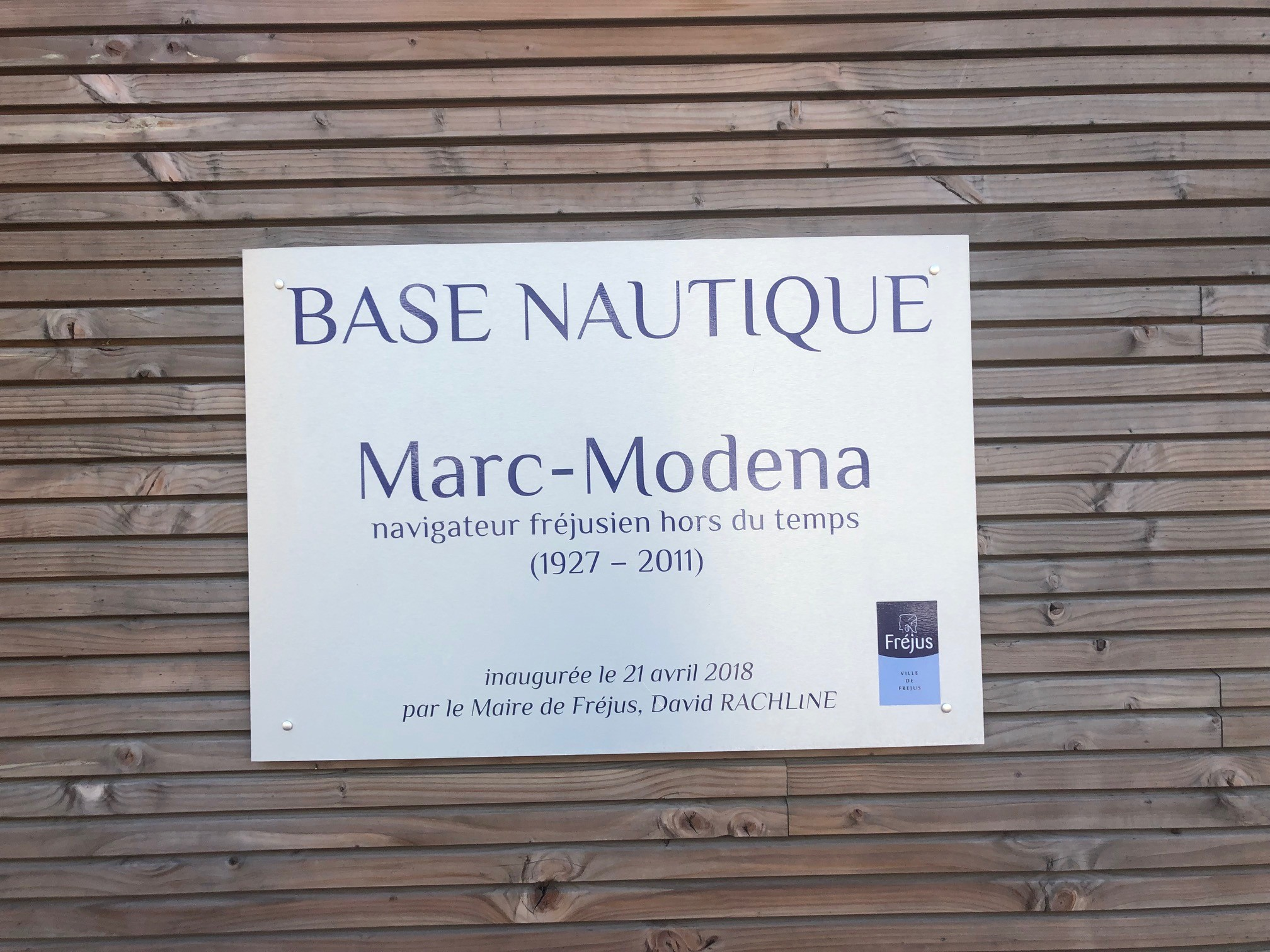
Plaque de la base Nautique de Fréjus

Marc Modena est né le 20 janvier 1927 à Fréjus et mort le 15 novembre 2011 à Dénia (Costa Blanca, Espagne) est un navigateur et explorateur français. Il est le fils du premier guide de l'Amphithéâtre de Fréjus.

## Biographie
En bonne place dans le livre des records pour avoir effectué huit transatlantiques, représentant 572 jours et 48 000 kilomètres de mer à bord de ces radeaux de (bonne) fortune. Record mondial.
Il construit l'ensemble de ses embarcations de ses mains avec ses compères d'aventure, dont l’Ibère Vital Alsar Ramirez. 
Alors que son buste trône à l’accueil de la mairie centrale de Fréjus, un quai, celui des grandes unités, porte son nom depuis le 28 mai 2005 à Port-Fréjus (quai Marc-Modena, 83600 Fréjus)

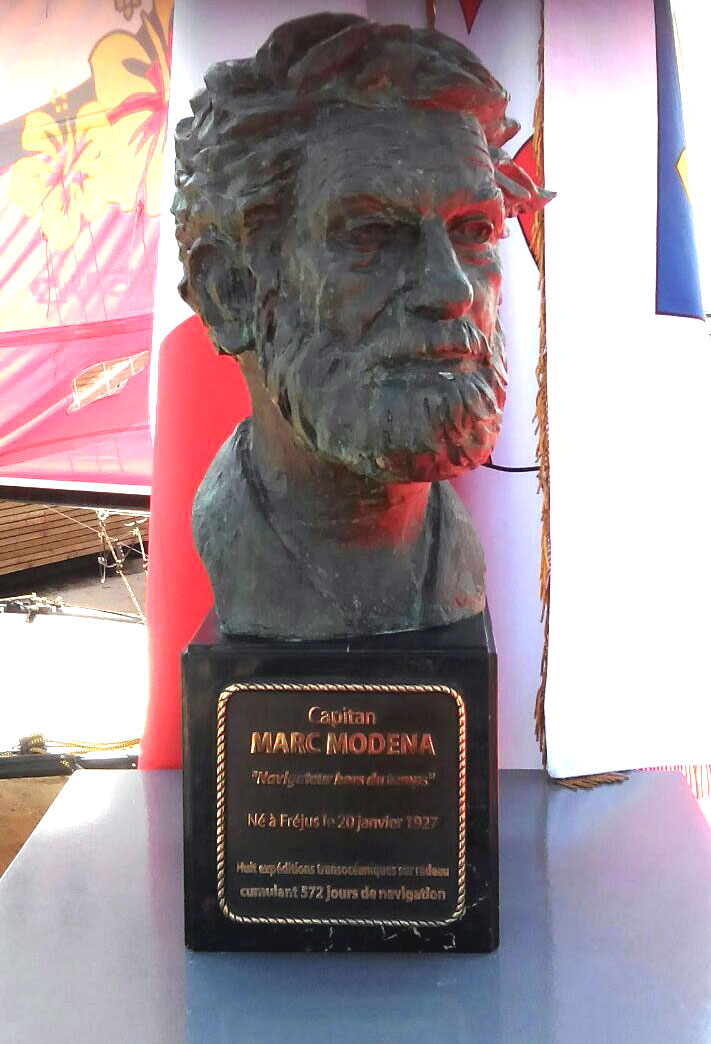
Buste Marc Modena

Il termine sa vie dans la ville espagnole de Dénia où il écrit ses mémoires dans son livre l'Argonaute.
Le 21 avril 2018 a lieu l'inauguration et le baptême de la base nautique de Fréjus qui porte officiellement le nom de Marc Modena.

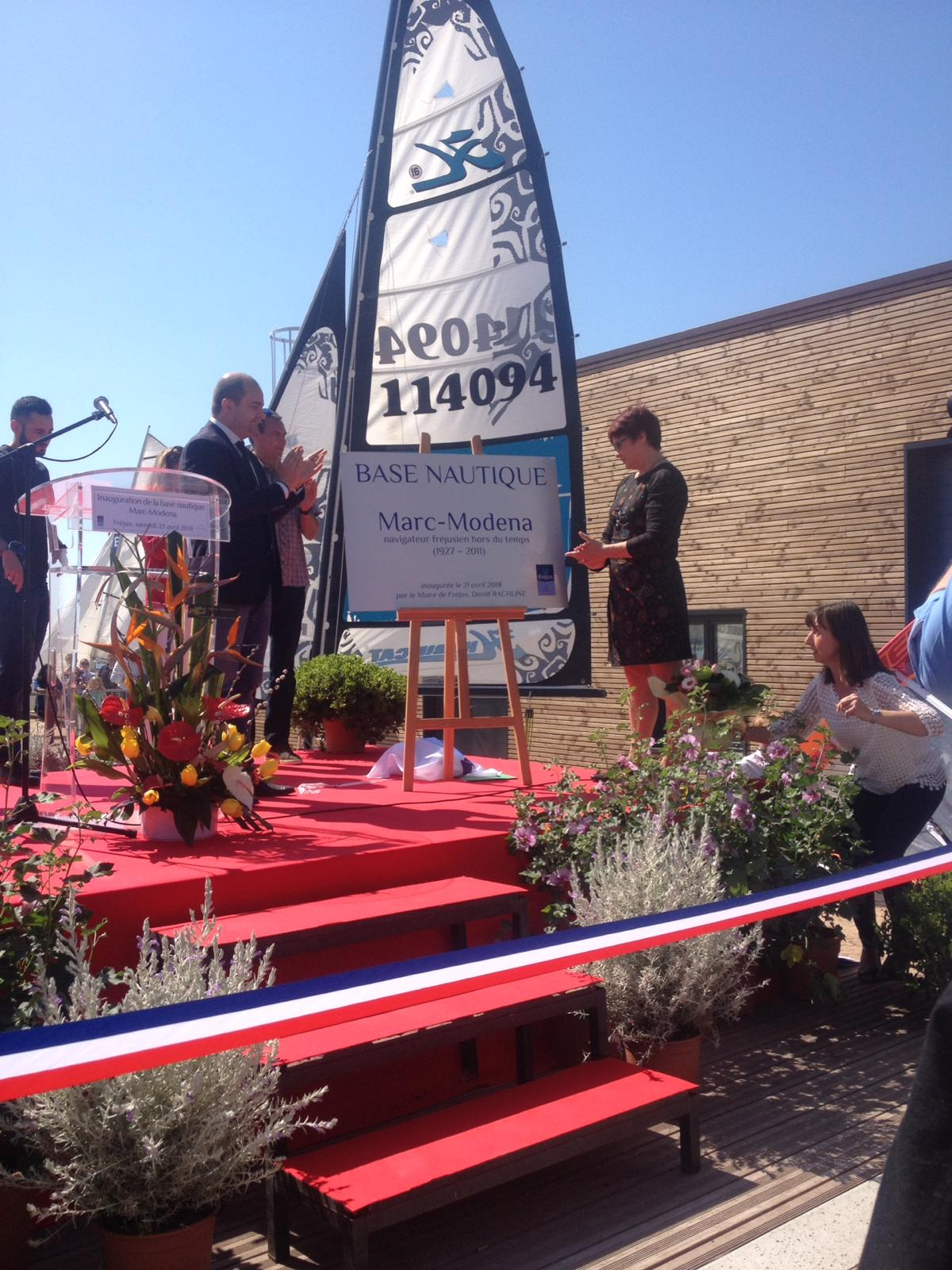
Le 21 avril 2018 L’inauguration et le baptême de la base nautique de Fréjus-plage qui porte désormais officiellement le nom de Marc Modena

## Expéditions

### L’Égaré II
En 1956, il traverse l’Atlantique à bord d'un radeau de balsa, L'Égaré II. Le 24 mai 1956, Marc Modena, Gaston Vanackère, José Martinez, Henri Beaudout et deux chats quittent Halifax (Nouvelle-Écosse) pour traverser l’Atlantique Nord. Le 21 août 1956, ils atteignent Falmouth (Cornouailles) en Angleterre au bout de 88 jours de navigation. Ce succès fut fortement souligné dans la presse mondiale,,,.

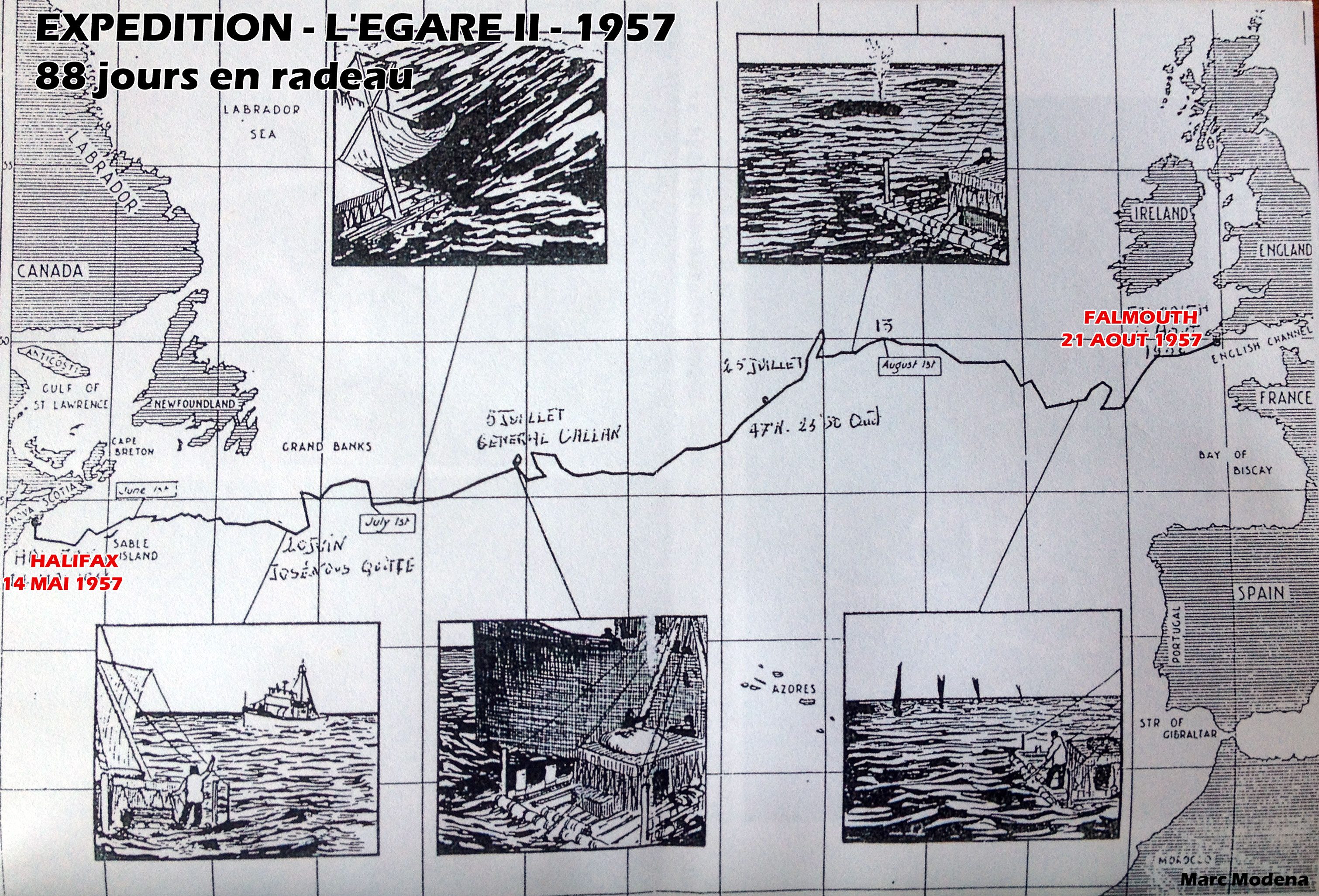
Trajet de L'Egaré II (nb : année fausse).

### La Pacifica
1966 : Expédition La Pacifica 143 jours de navigation entre l'Équateur et l'Australie à bord d'un radeau de 12 mètres fabriqué à l'aide de 7 troncs de balsa (diamètre 80cm) et de cordage de sisal. L'équipage est formé de 3 Canadiens et 2 Espagnols, dont Marc Modena et Vital Alsar .
Départ du port de Guayaquil le 23 octobre 1966. Naufrage du radeau le 15 mars 1967 à 5200 milles au large des  Îles Galápagos dû à la décomposition du bois de Balsa à la suite de l'invasion par le taret commun (Teredo navalis). L'équipage est sauvé grâce à un SOS relayé par un radio amateur de Guadalajara (Mexique), Rafaël Corcuero, et recueilli par un navire de commerce allemand, le Mittmann.

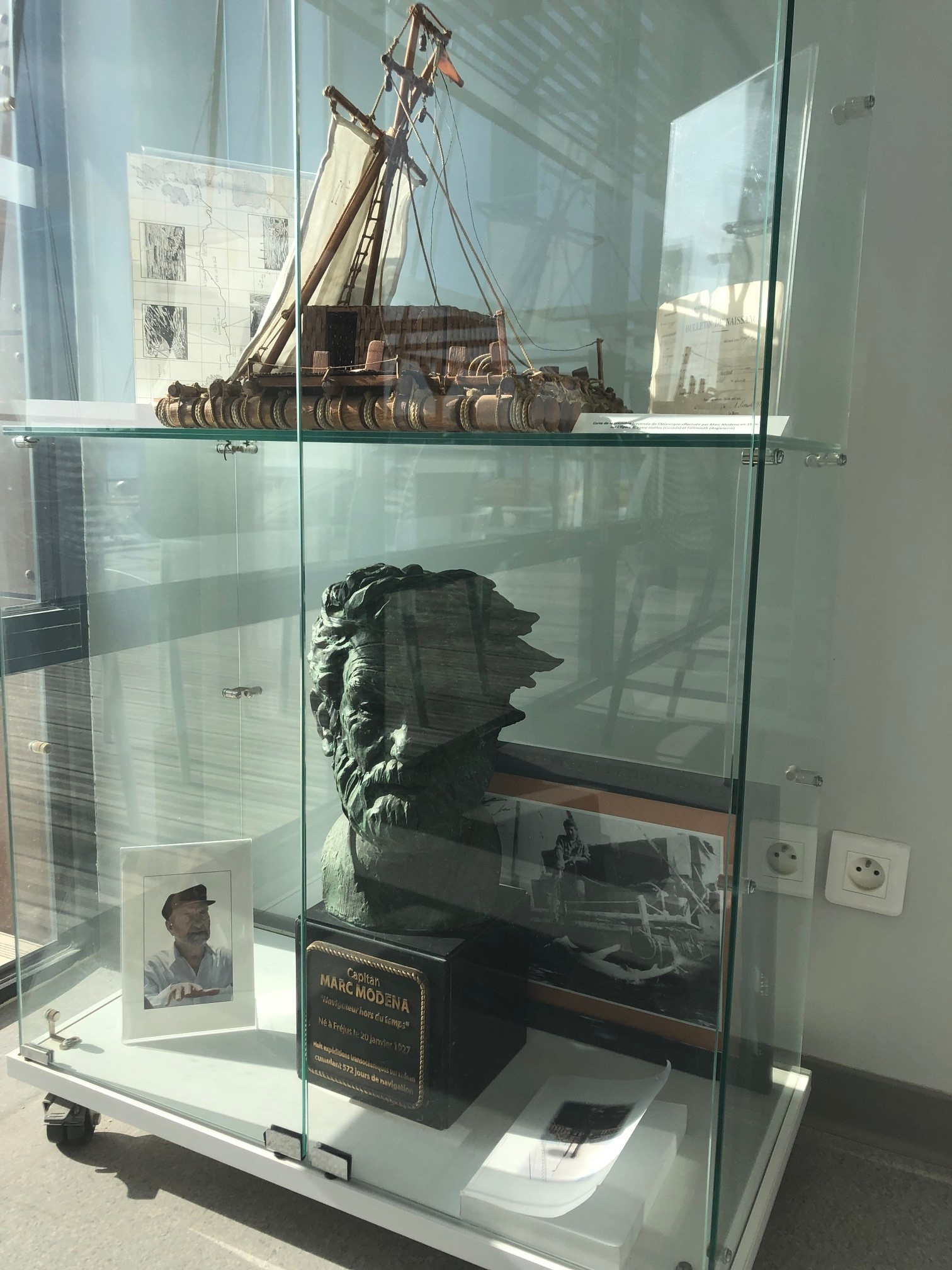
Vitrine consacrée à Marc Modena dans la Base Nautique de Fréjus.

### La Balsa

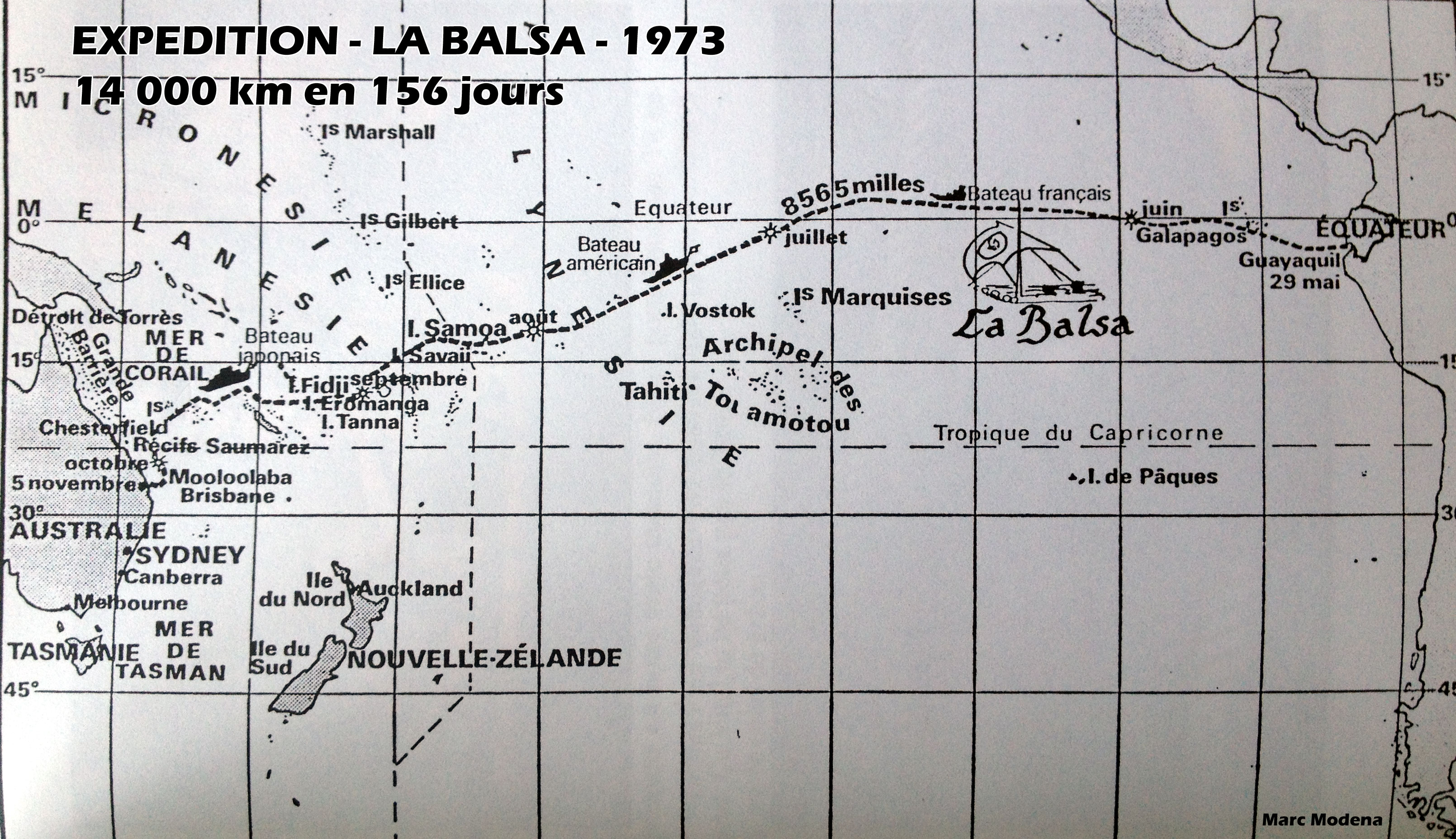
Trajet de l'expédition La Balsa.

1970 : Expédition Traversée du Pacifique en radeau de balsa avec Marc Modena, Norman Tetreault, Gabriel Salas et Vital Alsar. Départ du port de Guayaquil (Équateur) arrivée Mooloolaba (Australie). Distance de 14 000 km en 156 jours

### Las Balsas

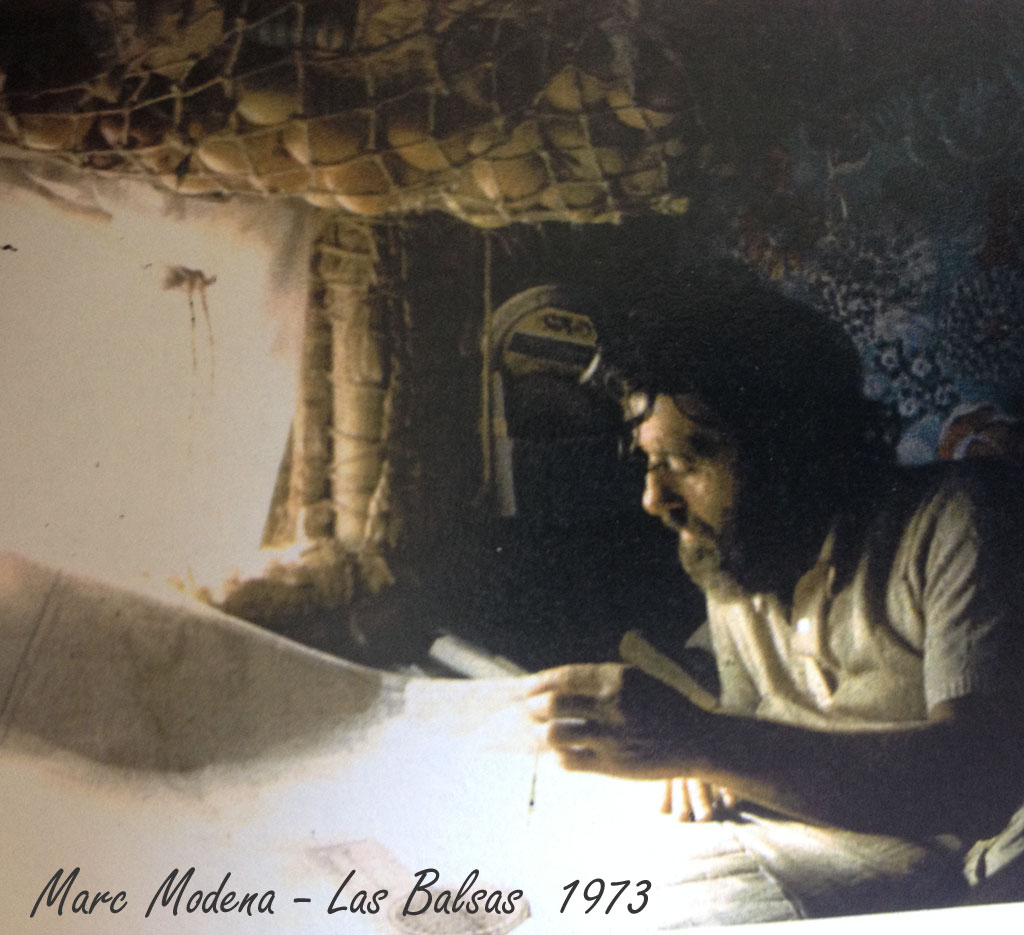
Marc modena las balsas 1973

1973: Las Balsas , La même traversée qu'en 1970 mais avec 3 radeaux de Balsa et 12 personnes ,,. Un des radeau est toujours exposé au Ballina Naval and Maritime Museum (en) (Australie)

### Francisco de Orellana
- 1977 : Expédition Francisco de Orellana consistant à reproduire la traversée de ce célèbre explorateur.
- Traversée de l'Amérique du Sud par le Fleuve Amazone (fleuve) à bord de trois gallions exposés près du Musée maritime de Santander (Espagne)[13].
- Le Capitaine Vital Alsar et son équipier Marc Modena ont navigué durant 6 mois[14].

### Mar Hombre y Paz
- 1978 : Expédition Mar Hombre y Paz visant à réaliser la même traversée que celle du célèbre navigateur Christophe Colomb[15].

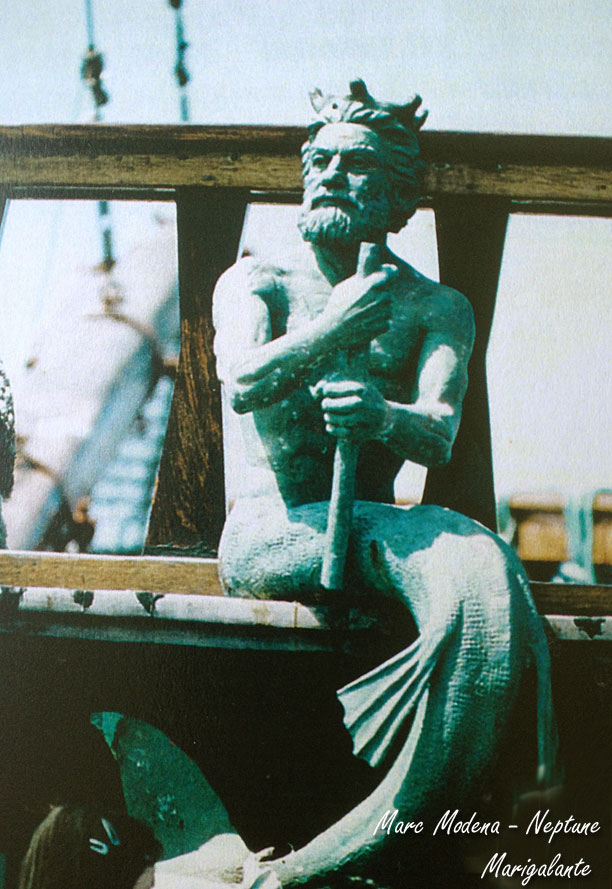
Statue Neptune Marc Modena sur la marigalante